# Милош Ковачевић (каменорезац)
Милош Ковачевић (1835 − 1866) био је клесар из Губереваца. Једини од драгачевских каменорезаца који је себе називао „молером” - сликарем, јер је сматрао да су споменици „камене иконе”.

## Живот
О животу овог мајстора мало се зна. Пореклом из сиромашне породице, рано је почео да се бави каменорезачким занатом. Могуће да је клесарско умеће учио код Радосава Чикириза (1823-1864).
Споменике је израђивао широм Драгачева, али му се споменици срећу и у рудничком Поморављу и Гружи.
Кратко је живео. Не зна се где је умро и сахрањен. Последње споменике потписао је 1866. године.

## Дело
Споменике је израђивао у облику стубова од пешчара и крстова и плоча од студеничког мермера. У младости је претрпео знатан утицај Радосава Чикирза. Готово му је раван у клесању флоралне  орнаментике, док је и изради ликова нешто слабији. У клесању слова био је ненадмашан. Надгробни наслови су му кратки и штури, без песничких исказа.
Најуспелије ликовно остварење му је споменик Милосава Сокића из Липнице код Чачка (умро 1853. године), капетана Трнавског среза, на коме је верно приказана униформа највишег представника војне, полицијске и грађанске власти у време прве владавине кнеза Милоша Обреновића.
На споменицима се потписивао са:
резао и моловао Милош Ковачевић из Губереваца
писо слова резац им: Милош Ковачевић из Губереваца

## Епитафи
Кратки епитафи исписани предвуковским писмом садрже основне податке о покојнику:
Споменик Станици Илић (†1840) (Граб – Илића гробље)
овде почива
земни остатак
СТАНИЦЕ
супруге Обрада Илића
из Села Граба
поживи 52 лет.
и умре 26-г Јануарија у 1840 л:
писо Слова резац им:
М: Милош ковачевић
из с: Губерева[ца]

Споменик Петру Анђелићу (†1841) (село Гуча – Анђелића гробље)
1841 г.
овде почива
петар Анђелић
из Гуче поживи 51 г :
и умрије 8 септ :
споменуга его син илија
п.i.м: м ков[ачевић]

Споменик Ристи Плазини (†1844) (Губеревци – Плазинића гробље)
Земни остатци
РИСТА ПЛАЗИНА
бивши кмет овог села
Губере[ваца]
поживе 41 г.
А умрије 14 : Авгус : 1844 :
п[исо] и резао
Милош ковач[евић]

Споменик Тоши Поповићу (†1852) (Горачићи – Сјеничића гробље)
Овде почива
раб божи
ТОША Поповић
из Горачића
поживи 60 г[одина]
умрио 26 марта у 1852 г.
Писа милош к[овачевић
из Губереваца].

Споменик Јовану Васовићу (†1861) (Граб – Раjичића гробље)
Овде почива
раб божи
ИОВАН ВАСОВИЋ
из граба
бив. у занимању дрводеља
поживи 35 г:
умрие 6. феб. 1861
огради Его синовац Јанко,
а писа Милош Ковачевић
из губеревац(а).

Споменик Милосаву Васовићу (†1864) (Граб – Раjичића гробље)
Овде почива раб божи
МИЛОСАВ ВАСОВИЋ
из граба
поживи 21. Го:
бив[ши]  воин: у зекциру учења
с народним воинством;
и умре 11. Апри: 1864. г.
Оваи надгробни спомен
удари Его брат
урош в[асовић].
Писо М[илош] К[овачевић]
из Губереваца.